# Askfelt
Askfelt (dansk) eller Ascheffel (tysk) er en landsby og kommune i det nordlige Tyskland, beliggende under Rendsborg-Egernførde kreds i Slesvig-Holsten. Byen ligger få kilometer vest for Egernførde i Hytten Bjerge i Sydslesvig. Askfelt blev første gang nævnt i 1415.
Kommunen samarbejder med andre kommuner på administrativt plan i Amt Hüttener Berge.